# غلاية ذات أنبوب جانبي
الغلاية ذات الأنبوب الجانبي هي نوع معين من غلايات المياه، والتي تختلف عن غلايات المياه الأخرى بدوره البخار المميزة فيها. وان الفصل بين البخار الساخن والمياه يحدث خارج الإسطوانه.

## المبدأ
لقد تم تطوير الغلايات ذات الأنبوب الجانبي لإنتاج بخار قليل. واستند التصميم على عاملين مهمين وهو بجانب دوره المياه الممتازة، ينبغي أن يكون التبريد مناسب حتي في الأحمال الخفيفة. وميزة هذه الغلاية هي هيكلها وتكوينها، وترتيب الأنابيب هو المسئول عن توزيع المياه في الأنابيب الصاعدة والهابطة وجمع بخار المياه قبل عملية الفصل بين الماء والبخار.

## التاريخ
في فترة الحرب العالمية الثانية حدث نقص كبير للوقود مثل الغاز والبنزين، وهي نفس الفترة التي ظهرت فيها فكرة تشغيل محركات الديزل مع البخار فكان ذلك السبب في تطوير نوع جديد من الغلايات.
وجاء الدكتور هنريك فوركوف (Henrich Vorkauf) بأول تصميم لغلاية بها دوره لسريان المياه عام 1944 (2) وقام بتطوير غلايه بإسطوانة بها أنابيب هابطه في الأربع اركان وسمي هذه الغلاية بـ Eckrohrkessel ( اسم ألماني)

## العمل

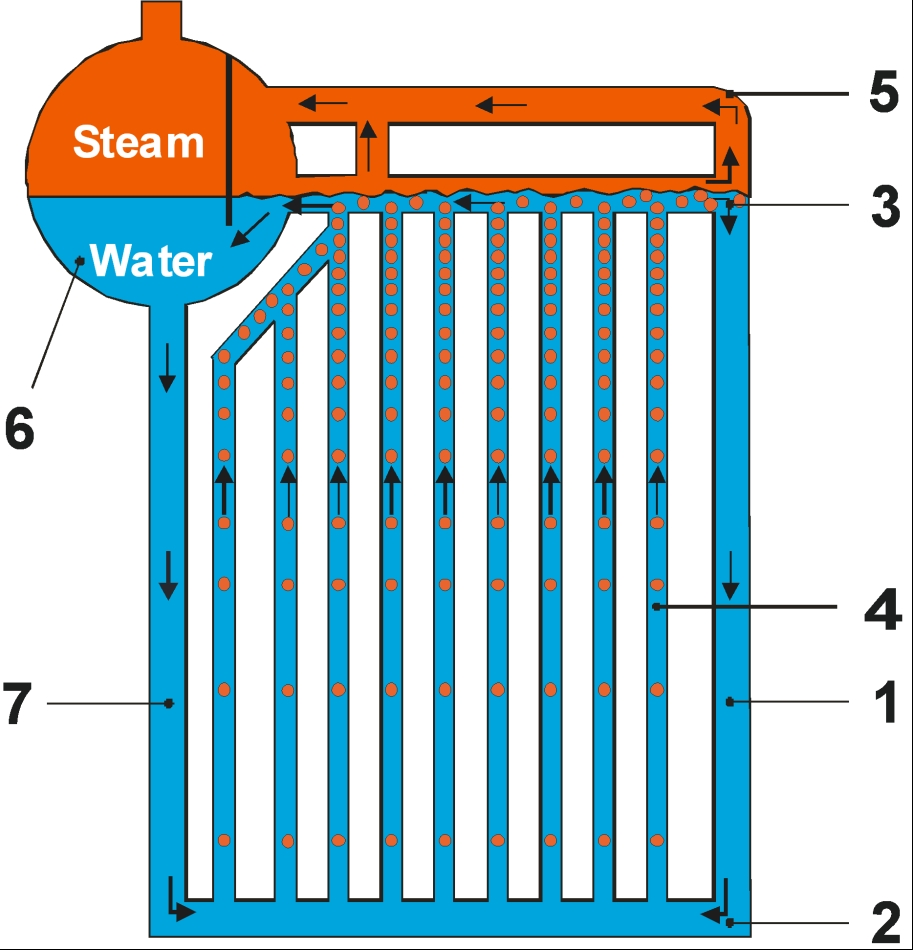
مسار المياه في الغلاية.

يتدفق الماء من الأسطوانة إلي أسفل من الأنبوبه رقم (6) إلي الأنبوبه رقم (7) ويتم توزيعها من خلال الأنابيب رقم (4) حيث يتدفق خليط الماء والبخار إلي أعلى، وفي منطقه الحرارة (3) تحدث عملية ما قبل فصل البخار عن المياه. ويتدفق البخار إلي أعلى خلال الأنبوبه رقم (5)، بينما يسير خليط المياه مع البخار في الأنبوبه رقم (3) إلي الأسطوانة (6). وفي الأسطوانة يحدث الفصل النهائي بين الماء والبخار، ويتدفق الماء الباقي خلال الأنبوبه رقم (1) غير الساخنه، والأنابيب الهابطة رقم (7) ويتم التجمع مره أخرى وتستمر العملية.

## المميزات
الهيكل مدعوم ذاتيا بأربع أنابيب في الزوايا الأربع فلا يحتاج الهيكل إلي إطار أو معدات تثبيت.
قابل للتوسع في كل الاتجاهات وقابل للتكيف مع ظروف التشغيل المختلفة.(2)
التمدد الحراري هو من أعلى إلي أسفل.
مسارات المياه القصيرة تعمل على تسريع العملية.
يمكن أن تقترن مع محطات الطاقة الشمسية، لزيادة الكفاءة إلي أعلى من( 33 %). الهيكل وترتيب الأنابيب. حاجة أقل إلي الصلب، حيث لا توجد غلاية إسطوانية في الاشفل وبالتالي يتم التخلص من الحرارة غير المرغوب فيها.

## العيوب
التصميم مكلف.

## الوقود
تستخدم مختلف أنواع الوقود الموجود في الولايات المتحدة وأوروبا كالفحم والغاز والنفايات الصناعية والمواد العضوية وقشر الارز والخشب ورقاقات الخشب.